# The Shadow of Your Smile (brano musicale)

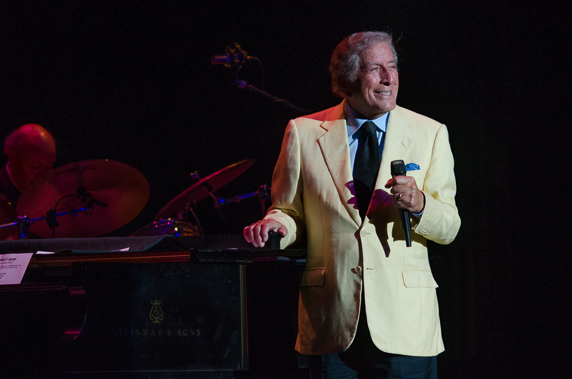
Tony Bennett (foto Peter Chiapperino)

The Shadow of Your Smile è un brano musicale composto da Johnny Mandel nel 1965, con testo di Paul Francis Webster, per il film The Sandpiper in cui fu eseguito dal cantante statunitense Tony Bennett. La composizione ha vinto il premio Oscar alla migliore canzone originale e anche il Grammy Award alla canzone dell'anno.

## Descrizione
The Shadow of Your Smile è stata eseguita per la prima volta dal trombettista Jack Sheldon e pubblicata dalla casa discografica Mercury Records.
La canzone ha ottenuto grande popolarità grazie alle versioni cantate da Tony Bennet e Astrud Gilberto, seguite dalle realizzazioni di numerosi altri celebri interpreti, divenendo uno standard jazz tra i più eseguiti.
È posizionata al n. 77 nella lista delle 100 canzoni più rappresentative del cinema americano dell'American Film Institute.

## Premi
1966
- Oscar alla migliore canzone (Academy Award for Best Song) - 1º premio

1966
- Premi Oscar (38ª edizione) - Miglior Canzone

1966
- Golden Globe per la migliore canzone originale - Nomination